# Osiedle Hutnicze (Kraków)
Osiedle Hutnicze (do roku 1958 Osiedle A-33) – zabytkowe osiedle w Krakowie, jedno z osiedli starszej części Nowej Huty, w dzielnicy XVIII, niestanowiące jednostki pomocniczej niższego rzędu w ramach dzielnicy.

## Położenie
Osiedle Hutnicze położone jest w pobliżu centrum Nowej Huty. Otaczają je:
- od północnego zachodu – os. Szklane Domy i al. Solidarności
- od północnego wschodu – os. Stalowe i ul. Orkana
- od wschodu – os. Willowe
- od południa – os. Ogrodowe i ul. Mierzwy
- od południowego zachodu – os. Centrum A i ul. Mierzwy

## Infrastruktura
Osiedle Hutnicze pod kątem urbanistycznym nie posiada spójnego charakteru. Stanowi ono przestrzenny zapis różnych etapów poszukiwania optymalnej formy i technologii mieszkaniowej w latach 50. w Nowej Hucie. Poczynając od elementów zabudowy „parawanowej” bloków w stylu socrealistycznym przy ulicy Mierzwy, na monumentalnych blokach wzdłuż alei Solidarności, wzniesionych w okresie odwilży kończąc. W latach 1953–1955 na osiedlu, wzdłuż obecnej ulicy Mierzwy zrealizowano według projektu Adama Fołtyna zespół czterech bloków, stanowiących przykład modernizowania socrealizmu (os. Hutnicze 10, 11, 12 i 13). Charakterystycznym elementem architektury tych budynków są geometryczne podziały tworzące rysunek elewacji, które przywołują skojarzenie z historyzującym boniowaniem, jednak prezentują znacznie bardziej uproszczoną formę, jak również obramienia drzwi wejściowych na klatki schodowe, które tworzą ażurowe, betonowe kratownice.
Na osiedlu znajduje się ponadto Przedszkole Samorządowe nr 104 (os. Hutnicze 14) oraz Dom Pomocy Społecznej (os. Hutnicze 5).
Jedną z osób odpowiedzialnych za projekt urbanistyczny osiedla była Janina Lenczewska-Samotyja.

## Galeria

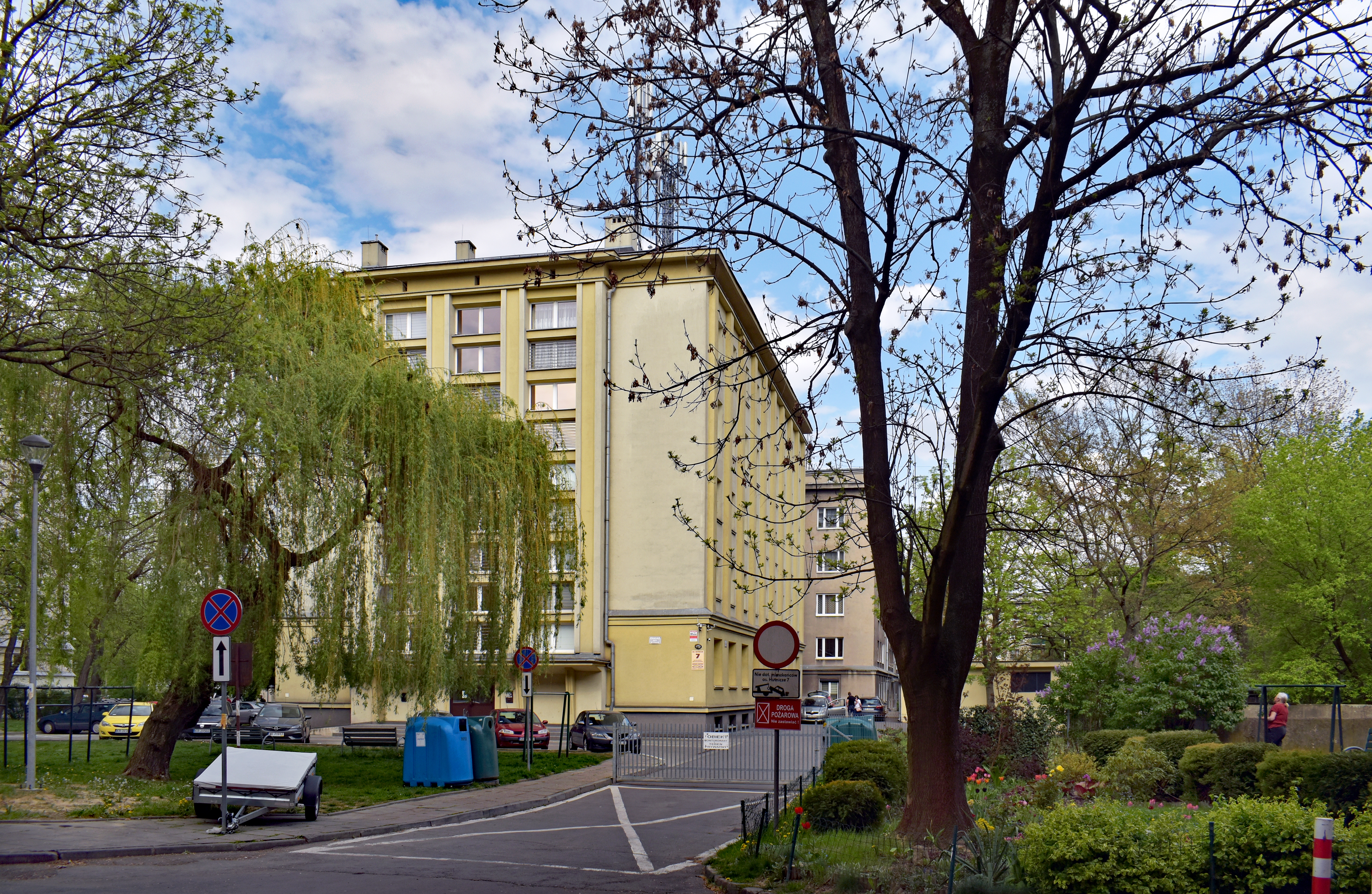
Os. Hutnicze 7 Dawna drukarnia, obecnie (2021) mieszkania.
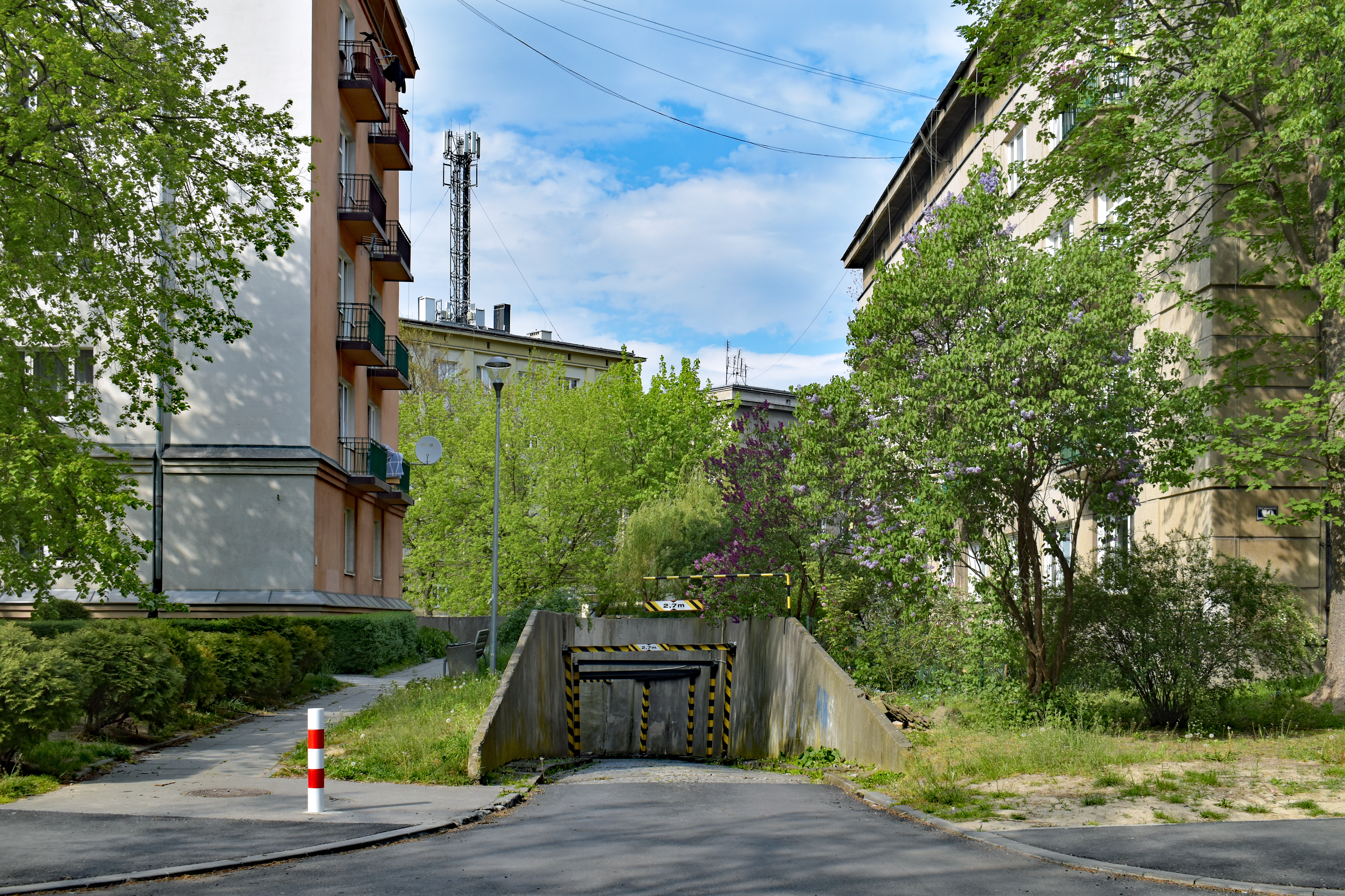
Wjazd do podziemnych garaży. Element wojskowej infrastruktury Nowej Huty, garaż był użytkowany przez sekcję motorową KS Hutnik, obecnie (2021) prywatne garaże.
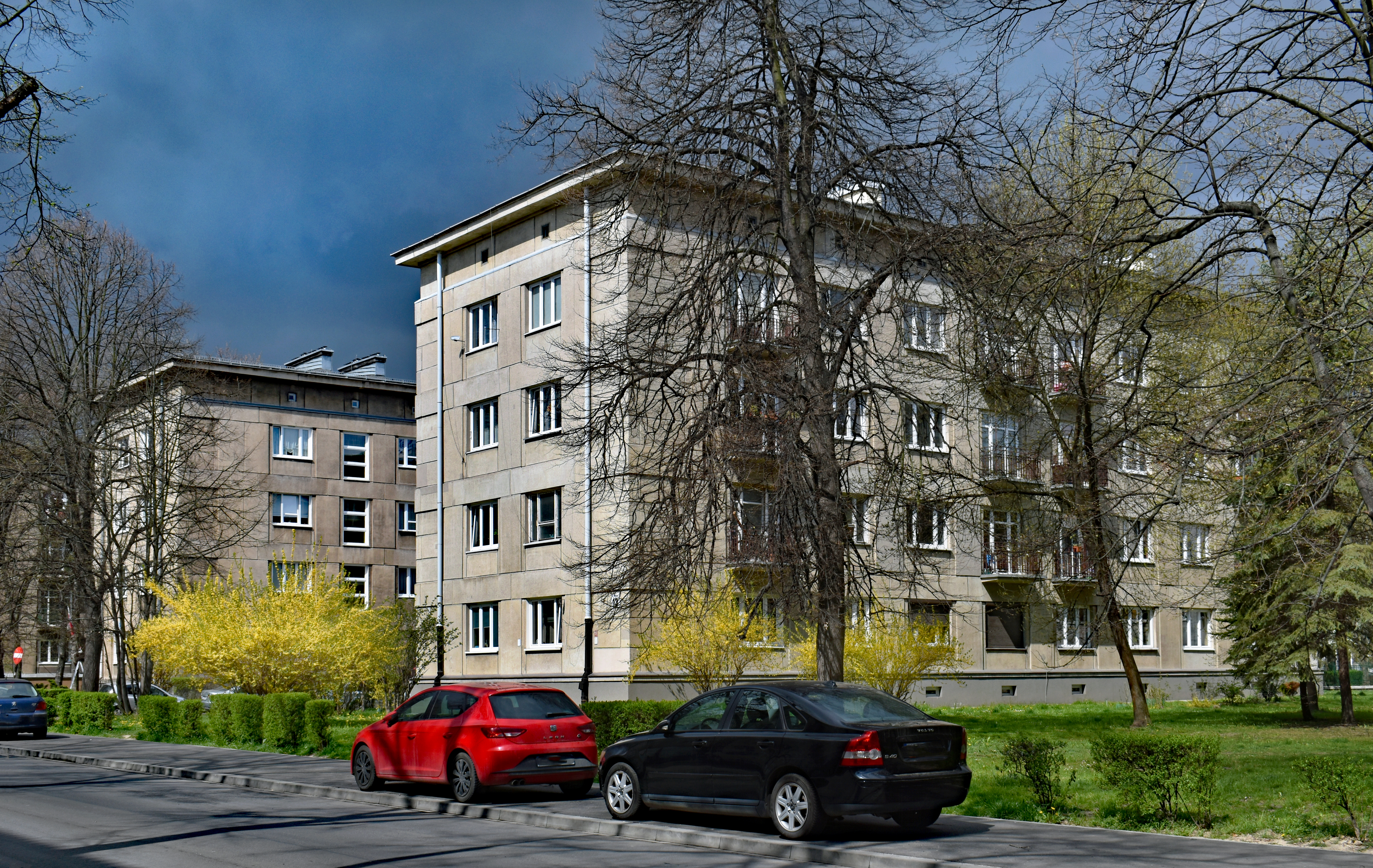
Os. Hutnicze 12 i 13. Pierwsze bloki w Polsce budowane z gotowych, niewielkich elementów, poprzedników wielkiej płyty. Są to cztery bloki nr 11-13.
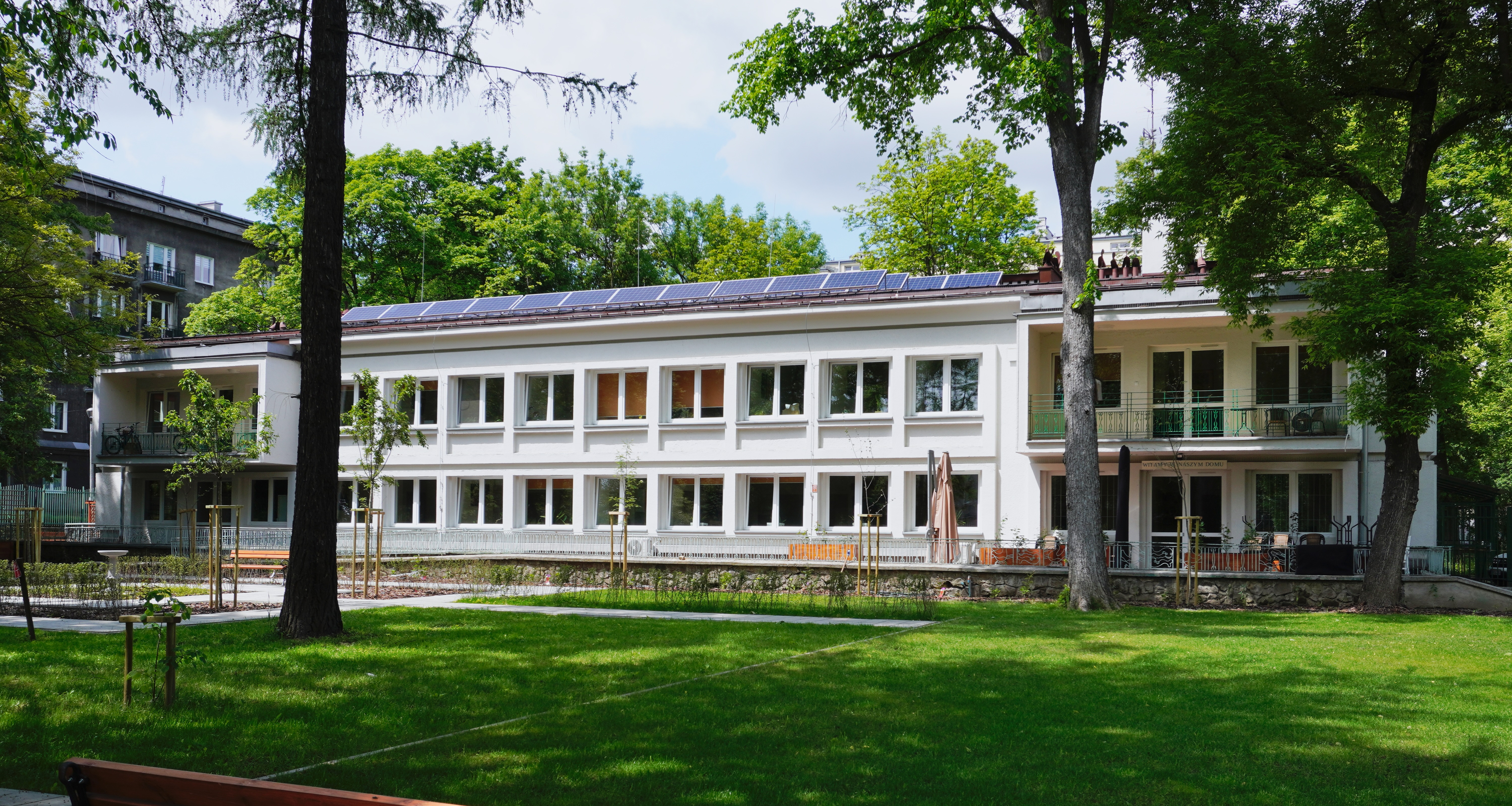
Dawny żłobek, obecnie (2021) Dom Pomocy Społecznej
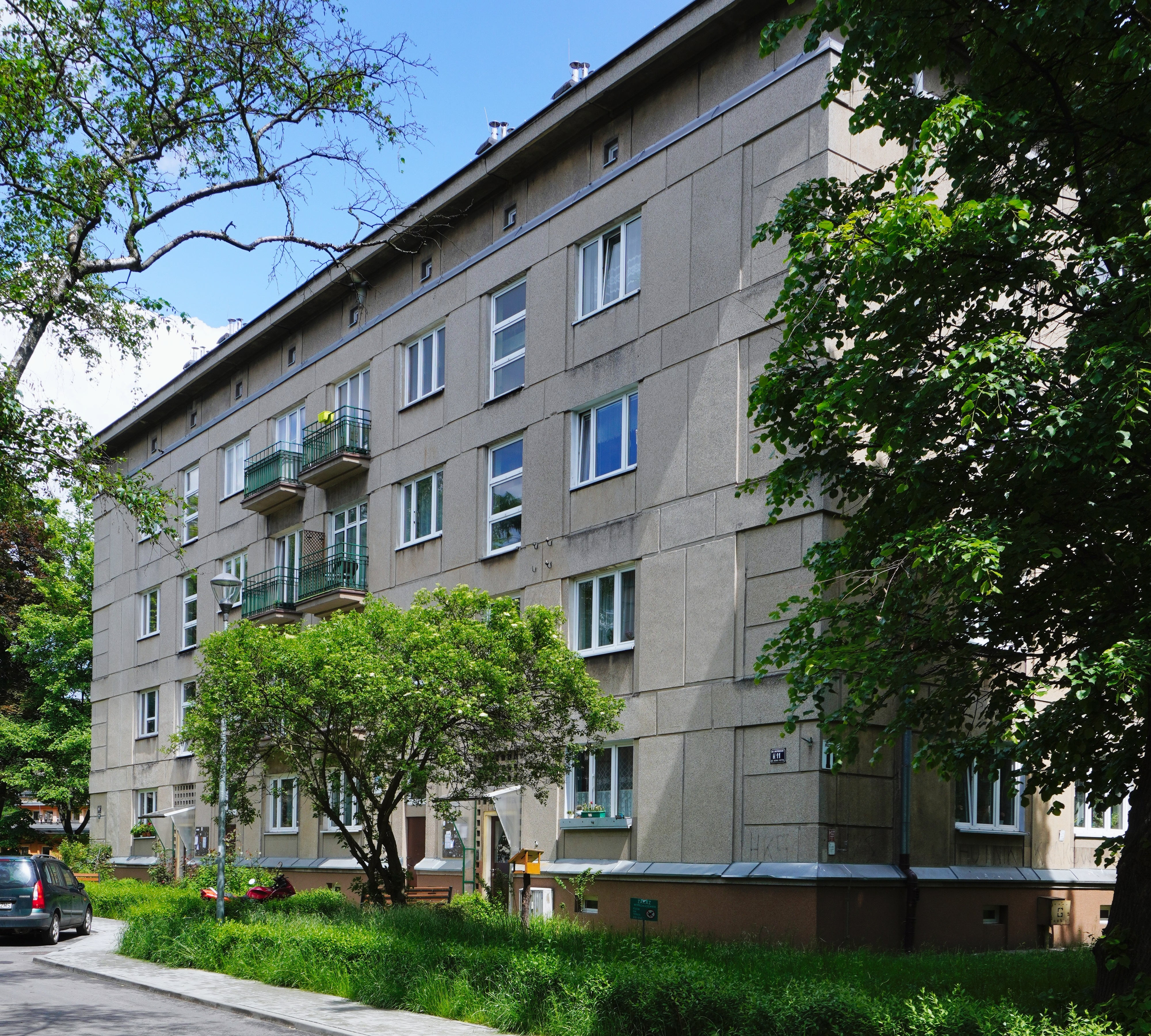
Os. Hutnicze 11 – jeden z czterech socmodernistycznych bloków projektu Adama Fołtyna
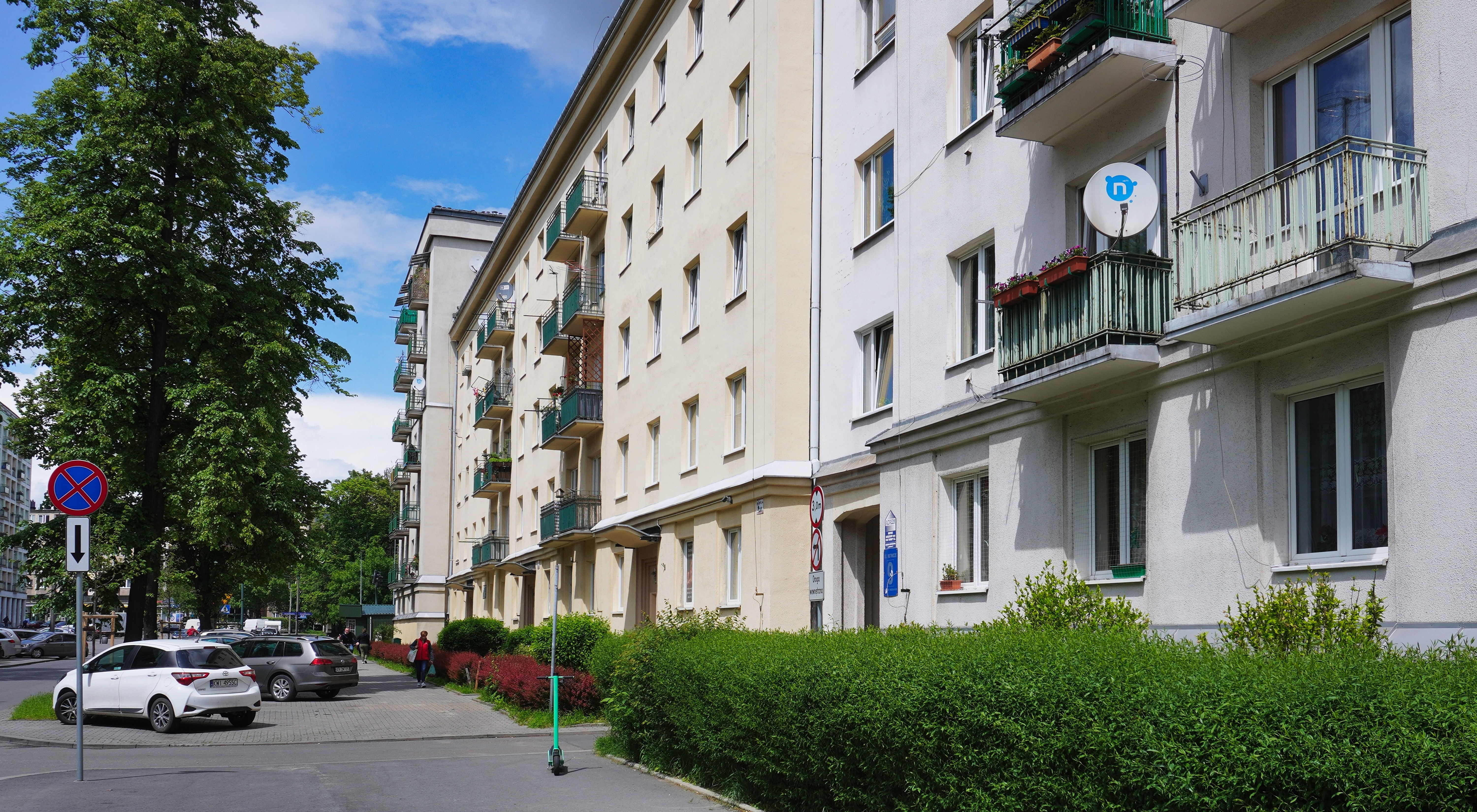
Osiedle od strony ul. Mierzwy
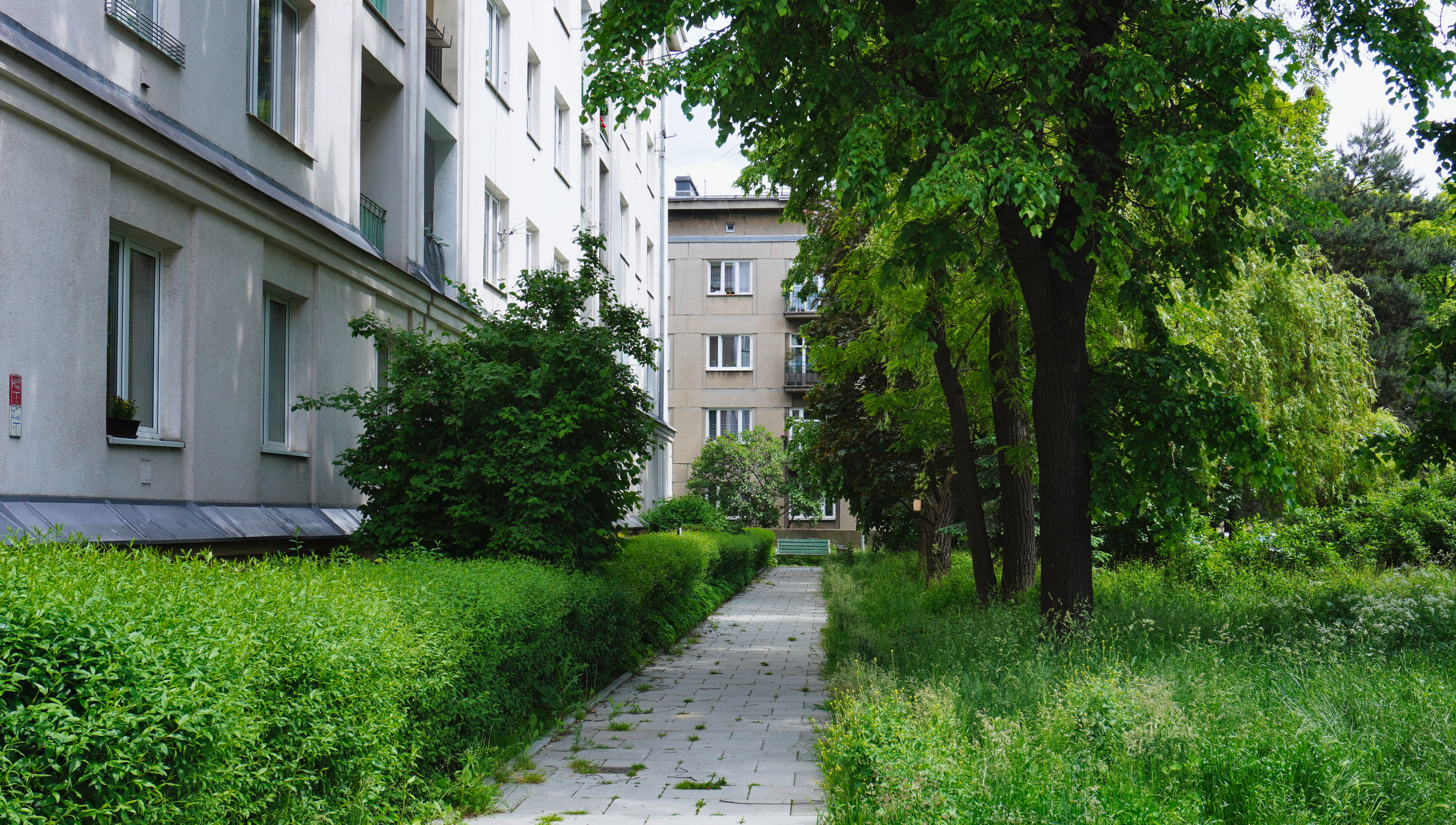
Bloki 9 i 10 na osiedlu
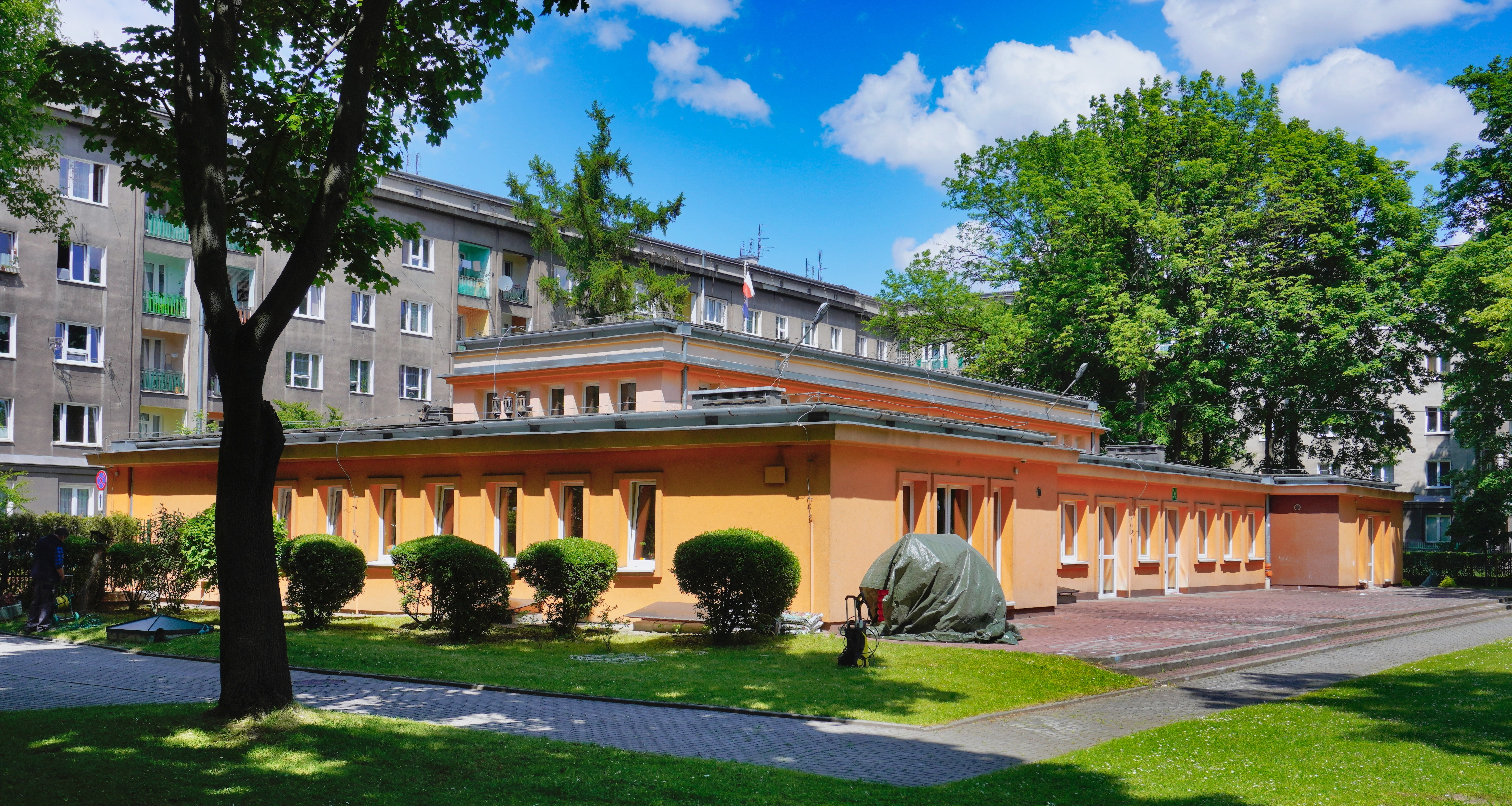
Przedszkole Samorządowe nr 104
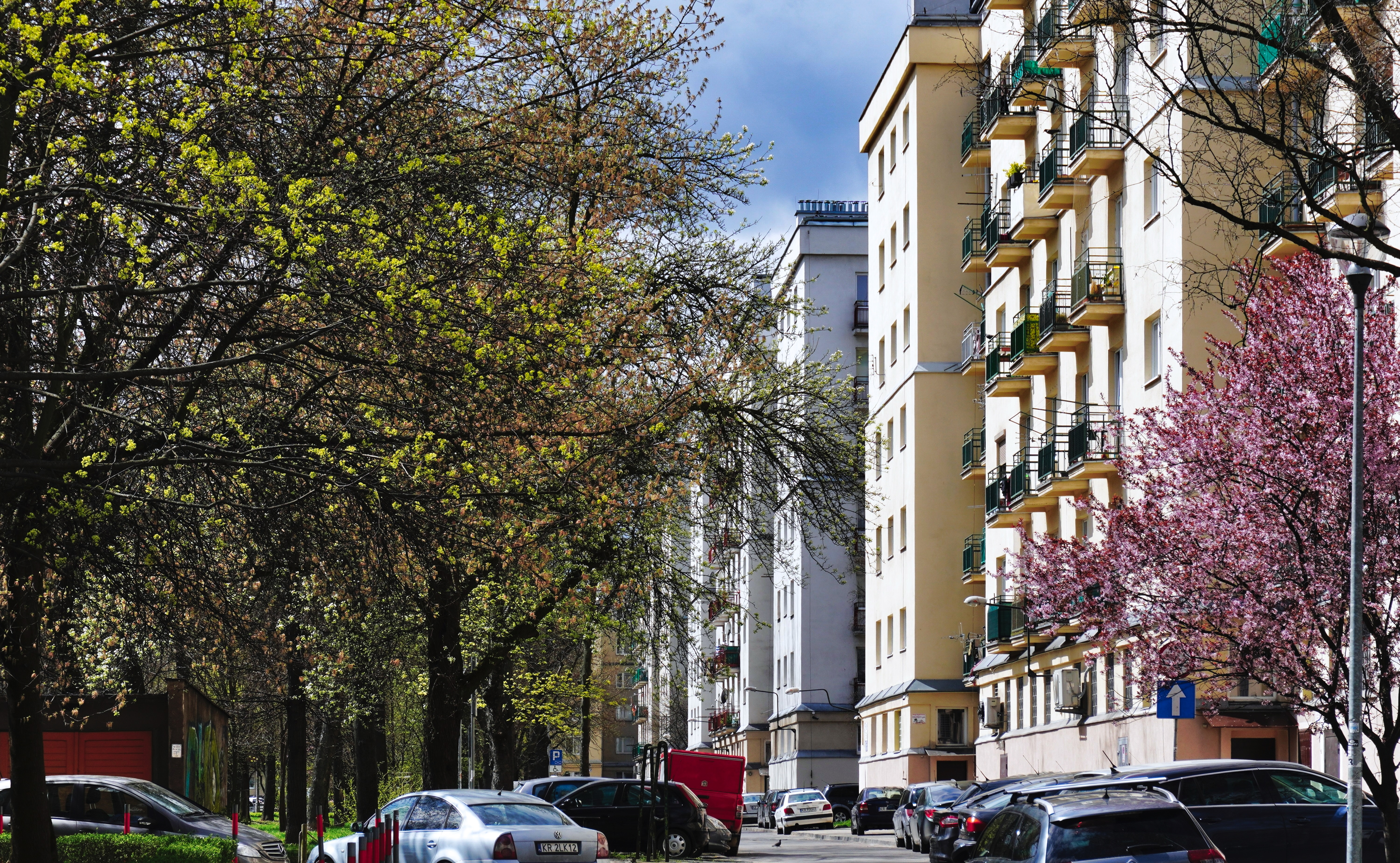
Wnętrze osiedla os. Hutnicze 3 i 2
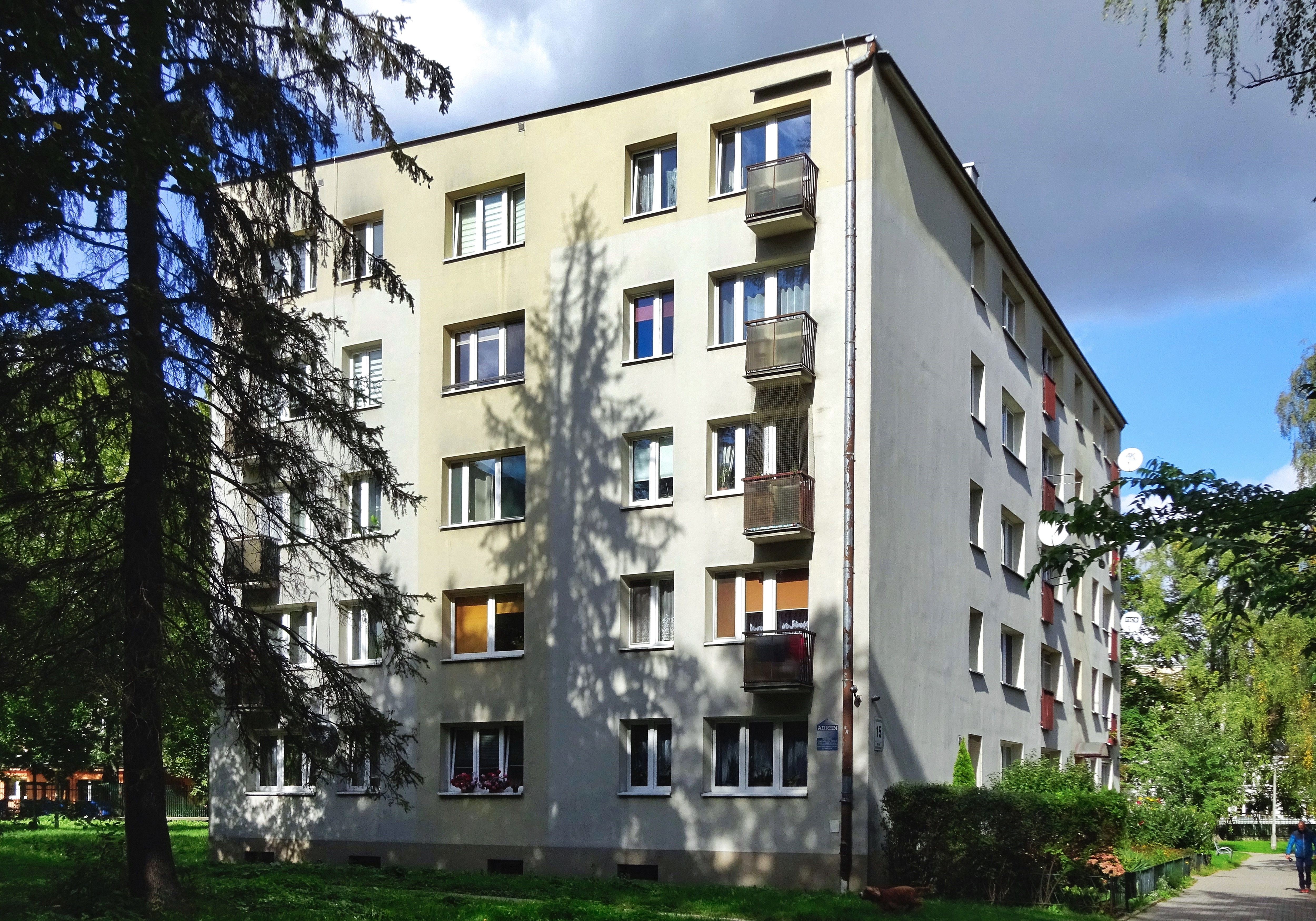
Wnętrze osiedla os. Hutnicze 15